# Eupithecia demetata
Eupitecia demetata es una especie de polilla de la familia Geometridae. La especie fue descrita por primera vez por Hugo Theodor Christoph en 1885 y se puede encontrar distribuido en Turkmenistán. Es endémica del sector de Asjabad donde la polilla se ve confinada al cinturón forestal inferior de las montañas Kopet Dag.

## Descripción
Tiene gran similitud con otra especie endémica de la misma zona montañosa, E. stigmaticata. E. demetata es más marrón, acercándose en color al ocre, con bandas blancas apenas visibles y las venas no ennegrecidas. Por su parte, E. stigmaticata es de color amarillo rojizo más claro, falta la línea mediana y cuenta con una marca celular lineal muy fuerte. Sus características morfológicas la ubican en el complejo de especies de la Eupithecia venosata.